# Lesotho Highlands Water Project

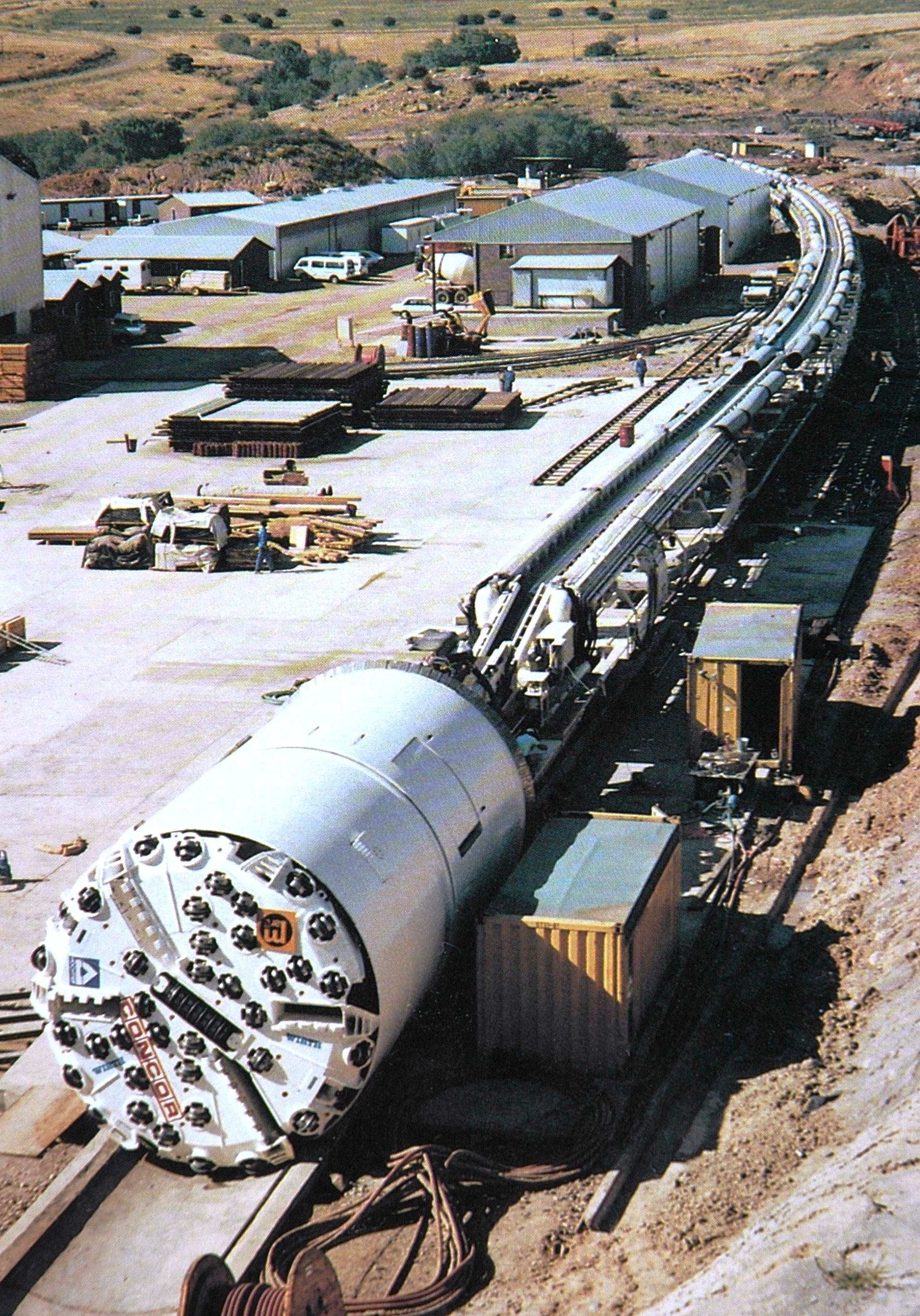
Un tunnelier de 320 m de long WIRTH 529 utilisé pour le projet (2010).

Le Lesotho Highlands Water Project (LHWP) est un programme de construction de plusieurs barrages au Lesotho destiné à capter les eaux du bassin supérieur fleuve Orange (appelé Senqu pour la partie coulant au Lesotho) et d'inverser une partie de son cours dans le but d'alimenter l'Afrique du Sud et notamment la région de Johannesbourg, en eau potable. 
La production hydro-électrique de ces barrages profite au Lesotho qui, en outre, reçoit des devises[Quoi ?].
Mis en œuvre en 1986 sous le régime d'apartheid, le projet consistait initialement à construire, en quatre phases, cinq barrages de retenue dans les monts Maluti, qui constituent la partie supérieure du bassin versant de la Senqu.
En 2015, seule la première phase du programme a été réalisée. Elle est composée du barrage de Katse et du barrage de Mohale.
La mise en œuvre des trois autres phases, initialement prévue en 2020, a été reportée sine die à la suite d'études réalisées en 2000 par un organisme spécialisé (Metsi Consultants) qui concluait sur les conséquences très négatives que ce projet faisait porter sur l'environnement du fleuve Orange, au Lesotho et en aval.
La phase 2 du projet, qui consiste en un barrage de 165 m de hauteur et un volume d'eau de 2,3 million de m3 mais amputé de sa partie STEP, a été lancée en août 2020. La mise en production est prévue pour 2026.